# Югослав Васович
Югослав Васович (31 травня 1974) — сербський ватерполіст.
Бронзовий призер Олімпійських Ігор 2000 року.